# San José las Chicharras
San José las Chicharras es una localidad del estado mexicano de Chiapas. Es parte del municipio de Bella Vista.

## Toponimia
El nombre «San José» hace referencia al santo patrono de la localidad: José de Nazaret.

## Demografía
| Gráfica de evolución demográfica |
|                                  |

| Censo | Población |
| ----- | --------- |
| 1950  | 549       |
| 1960  | 690       |
| 1970  | 503       |
| 1980  | 587       |
| 1990  | 932       |
| 2000  | 1 038     |
| 2010  | 1 080     |
| 2020  | 1 130     |